# 厚田湖
厚田湖是一个位于中国江西省南昌市的淡水湖，面积约为1.92平方千米，属于长江区。它的一级流域为长江流域，二级流域为长江干流水系。